# Single numer jeden w roku 1995 (USA)
Notowanie Billboard Hot 100 przedstawia najlepiej sprzedające się single w Stanach Zjednoczonych. Publikowane jest ono przez magazyn Billboard, a dane kompletowane są przez Nielsen SoundScan w oparciu o cotygodniowe wyniki sprzedaży cyfrowej oraz fizycznej singli, a także częstotliwość emitowania piosenek na antenach stacji radiowych.

## Historia notowania
| Data publikacji | Piosenka                              | Artysta                    |
| --------------- | ------------------------------------- | -------------------------- |
| 7 stycznia      | „On Bended Knee”                      | Boyz II Men                |
| 14 stycznia     | „On Bended Knee”                      | Boyz II Men                |
| 21 stycznia     | „On Bended Knee”                      | Boyz II Men                |
| 28 stycznia     | „Creep”                               | TLC                        |
| 4 lutego        | „Creep”                               | TLC                        |
| 11 lutego       | „Creep”                               | TLC                        |
| 18 lutego       | „Creep”                               | TLC                        |
| 25 lutego       | „Take a Bow”                          | Madonna                    |
| 4 marca         | „Take a Bow”                          | Madonna                    |
| 11 marca        | „Take a Bow”                          | Madonna                    |
| 18 marca        | „Take a Bow”                          | Madonna                    |
| 25 marca        | „Take a Bow”                          | Madonna                    |
| 1 kwietnia      | „Take a Bow”                          | Madonna                    |
| 8 kwietnia      | „Take a Bow”                          | Madonna                    |
| 15 kwietnia     | „This Is How We Do It”                | Montell Jordan             |
| 22 kwietnia     | „This Is How We Do It”                | Montell Jordan             |
| 29 kwietnia     | „This Is How We Do It”                | Montell Jordan             |
| 6 maja          | „This Is How We Do It”                | Montell Jordan             |
| 13 maja         | „This Is How We Do It”                | Montell Jordan             |
| 20 maja         | „This Is How We Do It”                | Montell Jordan             |
| 27 maja         | „This Is How We Do It”                | Montell Jordan             |
| 3 czerwca       | „Have You Ever Really Loved a Woman?” | Bryan Adams                |
| 10 czerwca      | „Have You Ever Really Loved a Woman?” | Bryan Adams                |
| 17 czerwca      | „Have You Ever Really Loved a Woman?” | Bryan Adams                |
| 24 czerwca      | „Have You Ever Really Loved a Woman?” | Bryan Adams                |
| 1 lipca         | „Have You Ever Really Loved a Woman?” | Bryan Adams                |
| 8 lipca         | „Waterfalls”                          | TLC                        |
| 15 lipca        | „Waterfalls”                          | TLC                        |
| 22 lipca        | „Waterfalls”                          | TLC                        |
| 29 lipca        | „Waterfalls”                          | TLC                        |
| 5 sierpnia      | „Waterfalls”                          | TLC                        |
| 12 sierpnia     | „Waterfalls”                          | TLC                        |
| 19 sierpnia     | „Waterfalls”                          | TLC                        |
| 26 sierpnia     | „Kiss from a Rose”                    | Seal                       |
| 2 września      | „You Are Not Alone”                   | Michael Jackson            |
| 9 września      | „Gangsta’s Paradise”                  | Coolio feat. L.V.          |
| 16 września     | „Gangsta’s Paradise”                  | Coolio feat. L.V.          |
| 23 września     | „Gangsta’s Paradise”                  | Coolio feat. L.V.          |
| 30 września     | „Fantasy”                             | Mariah Carey               |
| 7 października  | „Fantasy”                             | Mariah Carey               |
| 14 października | „Fantasy”                             | Mariah Carey               |
| 21 października | „Fantasy”                             | Mariah Carey               |
| 28 października | „Fantasy”                             | Mariah Carey               |
| 4 listopada     | „Fantasy”                             | Mariah Carey               |
| 11 listopada    | „Fantasy”                             | Mariah Carey               |
| 18 listopada    | „Fantasy”                             | Mariah Carey               |
| 25 listopada    | „Exhale (Shoop Shoop)”                | Whitney Houston            |
| 2 grudnia       | „One Sweet Day”                       | Mariah Carey i Boyz II Men |
| 9 grudnia       | „One Sweet Day”                       | Mariah Carey i Boyz II Men |
| 16 grudnia      | „One Sweet Day”                       | Mariah Carey i Boyz II Men |
| 23 grudnia      | „One Sweet Day”                       | Mariah Carey i Boyz II Men |
| 30 grudnia      | „One Sweet Day”                       | Mariah Carey i Boyz II Men |